# Last Supper at the Arabian Gray Horse
Série
Putain ! Les moustiques
(2000) Réveille-toi et reste éveillé
(2003)
Pour plus de détails, voir Fiche technique et Distribution.
Last Supper at the Arabian Gray Horse (Utolsó vacsora az Arabs Szürkénél) est un film hongrois réalisé par Miklós Jancsó et István Márton, sorti en 2001.
Il s'agit du troisième film de Miklós Jancsó mettant en scène les personnages de Kapa et Pepe.

## Synopsis
Kapa et Pepe vivent de nouvelles aventures. Tout d'abord habillés en serveurs, il se réveillent dans un sculpture de chariot en bronze. Ils suivent ensuite le Danube, se retrouvent pris dans un intrigue politique et apparaissent ensuite les chutes du Niagara.

## Fiche technique
- Titre : Last Supper at the Arabian Gray Horse
- Titre original : Utolsó vacsora az Arabs Szürkénél
- Réalisation : Miklós Jancsó et István Márton
- Scénario : Ferenc Grunwalsky, Gyula Hernádi et Miklós Jancsó
- Montage : Zsuzsa Csákány
- Production : András Ozorai
- Société de production : Neurópa Film
- Pays :  Hongrie
- Genre : Comédie
- Durée : 90 minutes
- Dates de sortie : 
  -  Hongrie : 15 février 2001

## Distribution
- Zoltán Mucsi : Kapa
- Péter Scherer : Pepe
- József Szarvas : Józsi
- Emese Vasvári : Emese
- Enikö Börcsök : Enikö
- Judit Schell : Judit
- Kornél Mundruczó